# Korrespondenzsatz (Gruppentheorie)
Der Korrespondenzsatz beschreibt im mathematischen Teilgebiet der Gruppentheorie den Sachverhalt, dass die Untergruppen in einer Faktorgruppe {\displaystyle G/N} genau denjenigen Untergruppen der Ausgangsgruppe entsprechen, die den Normalteiler {\displaystyle N} umfassen. Die Bezeichnung Korrespondenzsatz wird, wenn auch seltener, für ähnliche Beziehungen zwischen Unterstrukturen anderer algebraischer Strukturen verwendet.

## Korrespondenzsatz in der Gruppentheorie
Es sei {\displaystyle \varphi :G\rightarrow H} ein surjektiver Gruppenhomomorphismus mit Kern {\displaystyle N}. Dann ist die Zuordnung
{\displaystyle U\mapsto \varphi (U)}
eine Bijektion zwischen der Menge aller {\displaystyle N} umfassenden Untergruppen {\displaystyle U} von {\displaystyle G} auf die Menge aller Untergruppen von {\displaystyle H}. 
{\displaystyle V\mapsto \varphi ^{-1}(V)}
ist die Umkehrabbildung.
Die Untergruppen von {\displaystyle H} korrespondieren also eineindeutig zu den Untergruppen von {\displaystyle G}, die {\displaystyle N} enthalten. Dabei werden in beiden Richtungen Normalteiler auf Normalteiler abgebildet.
Spezialisiert man diese Aussage auf {\displaystyle G/N\cong H}, so erhält man, dass die Untergruppen (bzw. Normalteiler) von {\displaystyle G/N} genau diejenigen der Form {\displaystyle U/N} sind mit einer Untergruppe (bzw. einem Normalteiler) {\displaystyle N\subset U\subset G}.
Diese Zuordnung ist monoton, das heißt für Untergruppen {\displaystyle N\subset U_{1},U_{2}\subset G} gilt {\displaystyle U_{1}\subset U_{2}} genau dann, wenn {\displaystyle U_{1}/N\subset U_{2}/N}.
Folgerung: Ein Normalteiler {\displaystyle N} ist genau maximal unter allen Normalteilern von {\displaystyle G}, wenn {\displaystyle G/N} einfach ist.

## Korrespondenzsatz in der Ringtheorie
Es seien {\displaystyle R} ein  Ring mit Einselement und {\displaystyle {\mathfrak {a}}\subset R} ein zweiseitiges Ideal. Dann ist die Zuordnung 
{\displaystyle {\mathfrak {b}}\mapsto {\mathfrak {b}}/{\mathfrak {a}}}
eine Bijektion von der Menge aller {\displaystyle {\mathfrak {a}}} umfassenden Linksideale auf die Menge der Linksideale in {\displaystyle R/{\mathfrak {a}}}.
Diese Zuordnung is monoton, das heißt für Linksideale {\displaystyle {\mathfrak {a}}\subset {\mathfrak {b}},{\mathfrak {b'}}\subset R} gilt {\displaystyle {\mathfrak {b}}\subset {\mathfrak {b'}}} genau dann, wenn {\displaystyle {\mathfrak {b}}/{\mathfrak {a}}\subset {\mathfrak {b'}}/{\mathfrak {a}}}

## Korrespondenzsatz für Moduln
Es seien {\displaystyle M} ein Links-R-Modul und {\displaystyle T\subset M} ein Untermodul. Dann ist die Zuordnung 
{\displaystyle S\mapsto S/T}
eine Bijektion von der Menge aller {\displaystyle T} umfassenden Untermoduln {\displaystyle S\subset M} auf die Menge aller Untermoduln von {\displaystyle M/T}.
Diese Zuordnung ist monoton, das heißt für Untermoduln {\displaystyle T\subset S,S'\subset M} gilt {\displaystyle S\subset S'} genau dann, wenn {\displaystyle S/T\subset S'/T}.